# Nicolas Maillot de la Treille

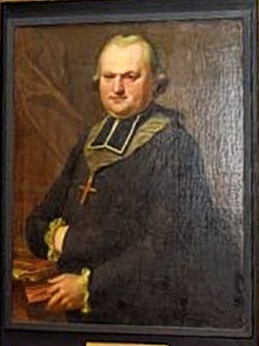
Nicolas Maillot de la Treille, Porträt von Johann Wilhelm Hoffnas, im Reiss-Museum, Mannheim

Nicolas Maillot de la Treille, auch Nikolaus Maillot de la Treille (* 30. August 1725 in Mangiennes, Lothringen; † 9. April 1794 in Weinheim, Kurpfalz-Bayern) war kurpfälzischer Hofkaplan, Hofbibliothekar, sowie infulierter Päpstlicher Hausprälat und Berater des Kurfürsten Karl Theodor.

## Leben und Wirken

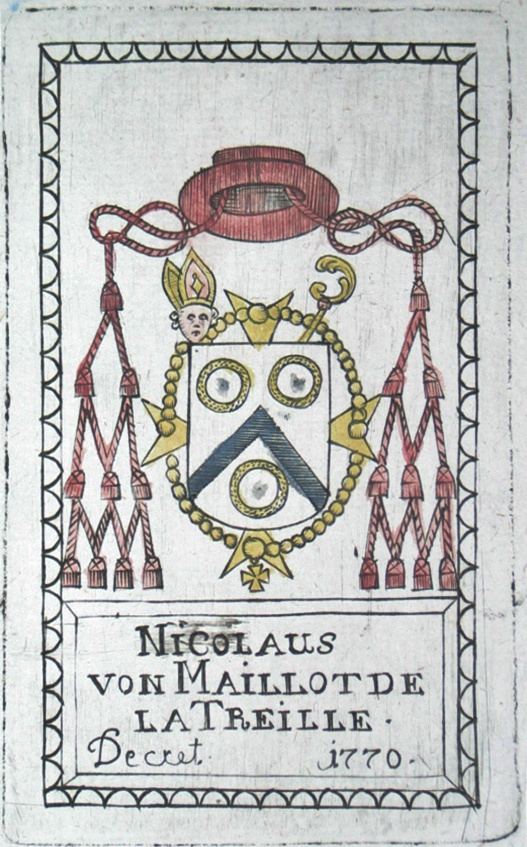
Wappen des Prälaten

Er war der Sohn seines gleichnamigen Vaters, des lothringischen Oberamtmanns in Mangiennes und dessen Gattin Marie Anne Bertrand.

Nicolas Maillot de la Treille besuchte das Jesuitenkolleg von Pont-à-Mousson sowie das College Louis le Grand in Paris, studierte Theologie an der dortigen Universität Sorbonne und erhielt die Priesterweihe als Kleriker der Diözese Verdun. Dann betreute er zwei Söhne des kurpfälzischen Vize-Hofkammerpräsidenten Franz Benedikt Freiherr von Baden als Hofmeister. 1756 wurde der Geistliche Hofkaplan und Bibliothekar des Pfälzer Kurfürsten Karl Theodor in Mannheim, 1763 war er Gründungsmitglied der Kurpfälzischen Akademie der Wissenschaften. Bei einem Besuch am Kurpfälzer Hof traf ihn der spätere Nuntius und Kardinal Giuseppe Garampi 1762 in Mannheim. In seinen Reiseaufzeichnungen hielt er darüber fest:

„Die Bibliothek wird von dem Bibliothekar Abbé Nicolas Maillot de la Treille in guter Ordnung gehalten. Er ist Franzose von Geburt, sehr lebhaft, sehr kenntnisreich auf dem Gebiet der Literatur und dem Anschein nach von großer Herzensgüte.“

1767 entsandte der Kurfürst Maillot de la Treille, zusammen mit seinem Konfrater, dem späteren Kardinal Johann Casimir Häffelin nach Rom, um die Bestände der ehemaligen Bibliotheca Palatina aus Heidelberg aufzuspüren, welche Kurfürst Maximilian I. im  Dreißigjährigen Krieg erbeutet und dem Papst zum Geschenk gemacht hatte. In ihren Beständen – die in der riesigen Vatikanischen Bibliothek nur einen kleinen Bruchteil ausmachten – schlummerten immens wichtige Dokumente zur Pfälzischen Geschichte, seit Menschengedenken von niemanden mehr gesichtet. Häffelin hatte dazu bereits eine Vortour in den Vatikan unternommen und nun befanden sich die beiden Priester zur Unterstützung in der Begleitung von Peter Anton von Verschaffelt, Theodor von Hacke, Nicolaus von Pigage, sowie Franz Joseph und Wilhelm Anton Weiler. Darüber berichtet der Zweibrücker Hofmaler Johann Christian von Mannlich, der schon längere Zeit in Rom weilte und sich vorübergehend den Landsleuten angeschlossen hatte, in seinen „Lebenserinnerungen“:

„Einige Tage widmeten wir der berühmten Vatikana wo wir die Heidelberger Bibliothek besonders aufmerksam betrachteten. Während die Abbés Maillot und Häffelin in den alten Handschriften blätterten, besahen wir uns die etruskischen Vasen und ein Grab mit der Asche eines Römers.“

 Maillot de la Traille besuchte zusammen mit seinem Mitbruder Häffelin bei dieser Gelegenheit auch Herculaneum und Pompeji, bevor sie im Oktober 1768 wieder nach Mannheim zurückkehrten. 1770 erfolgte die Ernennung zum Wirklichen Geheimen Rat.
Zum Jahreswechsel 1777/1778 wurden Kurpfalz und Bayern zum Staat Kurpfalz-Bayern vereinigt und der Hof siedelte nun von Mannheim nach München über. Nicolas Maillot de la Treille folgte Kurfürst Karl Theodor 1781 dorthin und wurde hier Vorstand sämtlicher kurfürstlicher Bibliotheken sowie Malteserkomtur der Bayerischen Zunge des Ordens, zu Möschenfeld. 1784 berief man den Priester zum  Ehrenmitglied der Bayerischen Akademie der Wissenschaften. Papst Pius VI. ernannte Maillot de la Treille zum infulierten Päpstlichen Hausprälaten. Durch die Infulierung war er ehrenhalber berechtigt, bei festlichen Anlässen eine bischöfliche Mitra zu tragen. Diese nahm der Prälat auch in sein persönliches Wappen auf.
1781 sorgte Nicolas Maillot de la Treille für die Einführung der Lazaristen in der Kurpfalz, als Nachfolger des aufgehobenen Jesuitenordens. Pater Johann Wilhelm Theobald wurde zum ersten Provinzial eingesetzt. Maillot de la Treille wird als frommer Seelsorger und gütiger Jugenderzieher beschrieben. Er besaß internationale Verbindungen, galt als verlässlicher Vertrauensmann der päpstlichen Kurie bzw. ihrer Nuntien in Deutschland, war erklärter Gegner des nationalkirchlichen Febronianismus und unterstützte in allem die Positionen des Papstes.
Nicolas Maillot de la Treille und sein als pfalz-bayerischer Oberstleutnant und Platzmajor von Düsseldorf tätiger Bruder Joseph Maillot de la Treille (1733–1804) erlangten 1790 von Kurfürst Karl Theodor, als Reichsvikar, die deutsche Anerkennung ihres französischen Adelstitels.
Der Prälat starb 1794 im kurpfälzischen Weinheim. Sein Neffe Nikolaus von Maillot de la Treille (1774–1834), stieg bis zum Kriegsminister des Königreichs Bayern auf.

## Schriften
- Notice de la vie et des ouvrages du P. F.-J. Des Billons. Imprimerie F. Levrault, Strasbourg 1790 (Google Books).